# NGC 6450
NGC 6450 is een niet-bestaand object in het sterrenbeeld Hercules. Het hemelobject werd op 1 juli 1884 ontdekt door de Amerikaanse astronoom Lewis A. Swift.